# Myrmecozela dzhungarica
Myrmecozela dzhungarica är en fjärilsart som beskrevs av Aleksei Konstantinovich Zagulajev 1971. Myrmecozela dzhungarica ingår i släktet Myrmecozela och familjen äkta malar. Inga underarter finns listade i Catalogue of Life.